# William Gerard Hamilton
William Gerard Hamilton (28 janvier 1729 – 16 juillet 1796) est un homme d'État anglais et un homme politique irlandais, connu sous le nom de "Single Speech Hamilton".

## Biographie
Il est né à Londres, fils de William Hamilton, un conseiller écossais de Lincoln's Inn, et succède à son père en 1754. Il fait ses études à Winchester College, au Lincoln's Inn et au Oriel College, à Oxford. Grâce à la fortune de son père, il entre en politique et devient député de Petersfield dans le Hampshire. Son premier discours, prononcé le 13 novembre 1755, lors du débat sur le discours du Roi, qui suscite l'admiration de Robert Walpole, est généralement censé avoir été son seul effort à la Chambre des communes. Mais le surnom de "Single Speech" est sans aucun doute trompeur, et on sait que Hamilton a parlé avec succès à d'autres occasions, à la Chambre des communes et au parlement irlandais.

### Postes politiques
En 1756, il est nommé commissaire au commerce et aux plantations et, en 1761, devient secrétaire en chef de Lord Halifax, lord lieutenant d'Irlande, ainsi que député de la Chambre des communes irlandaise pour Killybegs (jusqu'en 1768) et député anglais, pour Pontefract.
Il est nommé chancelier de l'échiquier irlandais en 1763 et occupe par la suite divers autres postes administratifs. Samuel Johnson considère hautement Hamilton et il est certain qu'il est fermement opposé à la taxation britannique de l'Amérique. Il est proche du prince régent, faisant office de conseiller de confiance . En 1784, il échange son poste de chancelier de l'Échiquier contre une pension de 2 000 £ par an . Hamilton occupe ce poste depuis plus de 20 ans, bien qu’il ait considéré le rôle comme essentiellement cérémonial. John Foster (1er baron Oriel) lui succède, qui apporte ensuite des changements qui ont grandement stimulé l'économie rurale irlandaise .

### Mauvaise santé et mort
Il subit une grave attaque de paralysie au cours de l'hiver 1791-1792. Ce n’est pas la première, et en août 1792, il reste dans un état déplorable. Le 4 mars 1793, il reçoit un congé de la Chambre des communes en raison de son état de santé. Il meurt à Londres le 16 juillet 1796 et est enterré dans la chapelle du chœur de St Martin-in-the-Fields. Sa mort est arrivée "juste à temps pour le sauver de la pauvreté absolue" . Il n'était pas marié.
Deux de ses discours à la Chambre des communes irlandaise et quelques autres ouvrages divers, notamment des notes inédites de Corn Laws de Johnson, sont publiés par Edmond Malone après sa mort sous le titre Parliament Logick .